# Таверовка (Харьковская область)
Таверовка (укр. Таверівка), посёлок, 
Кленовский сельский совет,
Богодуховский район,
Харьковская область.
Код КОАТУУ — 6320884505. Население по переписи 2001 г. составляет 250 (120/130 м/ж) человек.

## Географическое положение
Посёлок Таверовка находится у истоков реки Крысинка.
На реке небольшая запруда.
Ниже по течению реки примыкают посёлок Максимовка и село Новоселовка.
На севере на расстоянии в 1 км находится село Кленовое.

## История
- 1919 — дата основания.

## Экономика
- «ТАВЕРОВСКИЙ», ОАО. Зерно, свекла, молоко, мясо.

## Объекты социальной сферы
- Таверовский фельдшерско-акушерский пункт.

## Экология
- Через посёлок проходит ЛЭП 330 кВ.
- Рядом с посёлком склад химических удобрений.

## Достопримечательности
- Особняк Кенига в Таверовке.